# Onze-Lieve-Vrouwekerk (Hever)

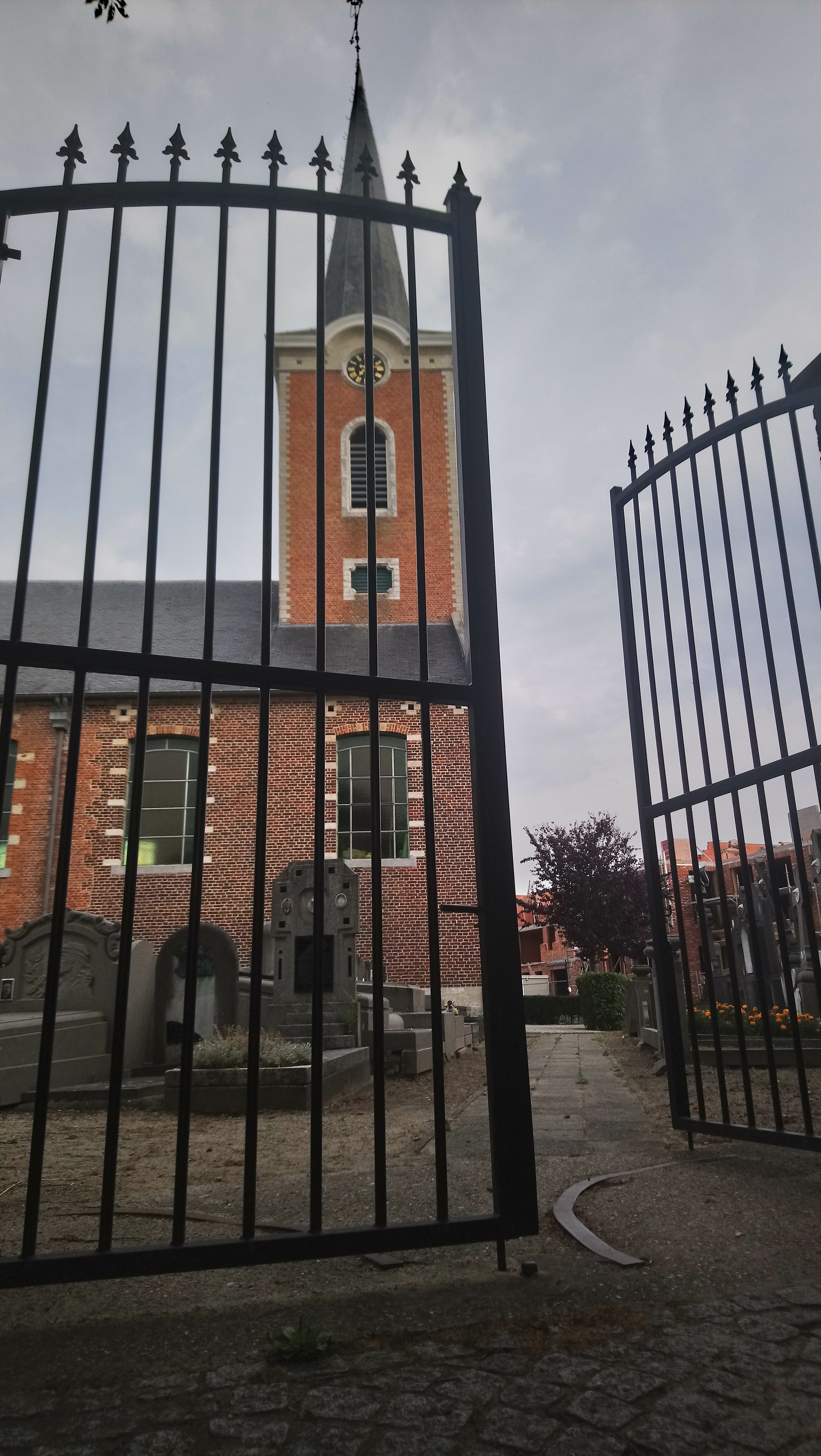
Onze-Lieve-Vrouwekerk

De Onze-Lieve-Vrouwekerk is de parochiekerk van het Belgische dorp Hever, een deelgemeente van Boortmeerbeek, gelegen aan Heverplein 4.
De kerk werd reeds vermeld in 1473. Van het huidige gebouw dateren het koor en de noordelijke transeptarm nog van de 16de eeuw. Het koor is gebouwd in zandsteen. De kerk werd verscheidene malen vergroot. 
Na een brand werd de Onze-Lieve-Vrouwekerk in 1854 herbouwd in neoclassicistische stijl, met gebruik van baksteen. Het kerkorgel werd in 1981 beschermd als monument.